# Formulă chimică
Formula chimică sau formula moleculară este o expresie care reprezintă compoziția unei substanțe chimice pure cu ajutorul simbolurilor pentru elementele chimice constitutive. Această formulă servește în chimie pentru indicarea numărului de atomi dintr-o moleculă, iar cifrele indică raportul în care se află atomii. Indicarea tipului legăturilor și a orientării lor se face prin formula structurală.

## Tipuri
Cel mai simplu tip de formulă chimică este formula empirică sau brută, care reprezintă proporția fiecărui element dintr-un compus. Formula moleculară este acea formulă chimică ce nu oferă nicio informație referitoare la structură, dar reprezintă numărul corect de atom din fiecare element chimic.
Formula structurală nu este în sine o formulă chimică, ci este o reprezentare mai complexă care oferă detalii referitoare la structura chimică (cu ajutorul desenelor, proiecțiilor, etc.). Formula structurală restrânsă sau condensată este acea formulă prin care se reprezintă structura într-un mod compact, ca o formulă moleculară „desfăcută”.

## Semnificație
Formula chimică indică elementele care se combină și raportul numeric al particulelor în care acestea reacționează. Formula brută reprezintă raportul numeric în care se combină particulele dintr-un compus chimic. O formulă chimica nu indică ce tipuri de particule se combină. De exemplu, în clorura de sodiu, NaCl, particulele componente sunt ioni, iar în apă, H2O, particulele sunt atomi.

## Stabilire
Pentru a stabili formula unei substanțe chimice este necesară cunoașterea valenței.

### Exemplu
Pentru a exemplifica această operație, vom realiza scrierea oxidului de magneziu. Reprezentarea se face astfel:
- Se scriu simbolurile elementelor invers de cum se aud: MgO
- Scrierea valenței elementelor deasupra simbolurilor
- Simplificarea valențelor(după caz)
- Scrierea indicilor astfel: valența unui element se scrie indice la vecinul său. Indicele 1 NU  se scrie.

Orientarea în spațiu a atomilor cu prezentarea scheletului moleculei apare în formula structurală.